# Вільгельм (граф Веймар-Орламюнде)
Вільгельм фон Веймар-Орламюнде (нім. Wilhelm von Weimar-Orlamünde; 1112 — 13 лютого 1140) — 4-й пфальцграф Рейнський в 1129—1140 роках.

## Життєпис
Походив з роду Асканіїв. Молодший син Зигфріда I, пфальцграфа Рейнського, та Гертруди фон Нортгайм. Народився 1112 року у Вормсі. 1113 року загинув батько, а 1115 року мати вийшла заміж за Отто I фон Зальма.
У 1124 року після смерті старшого брата Зиґфріда II успадкував графства Веймар і Орламюнде. Втім через молодий вік опікуном володінь став його вітчим. 1126 року останній домігся від нового імператора Лотара II передачу Вільгельму пфальцграфства Рейнського, але це відбулося лише 1129 року.
Близько 1130 року одружився з Адельгейдою з невідомого роду. До 1135 року брав участь у війні проти Штауфенів, що оскаржували права Лотаря II. Протягом 1130—1136 років надав щедрі пожертви монастирям долини Мозеля.
Після смерті 1137 року підтримував Генріха Вельфа, герцога Саксонії та Баварії, проти Конрада III Штауфена, що став королем Німеччини. Помер 1140 року, після чого пфальцграфство отримав Отто фон Зальм, а графства Веймар і Орламюнде — стриєчний брат Альбрехт I.

## Родина
Дружина — Адельгейда з невідомого роду.
Діти: не було.